# アントニオ・ウィルソン・オノリオ
コウチーニョ (Coutinho) ことアントニオ・ウィルソン・ヴィエイラ・オノリオ（Antonio Wilson Vieira Honorio、1943年6月11日 - 2019年3月11日）は、ブラジルのサッカー選手。現役時代のポジションはフォワード。

## 経歴
1958年にサントスFCでデビュー。ペレとFWコンビを組んで異次元の連携を披露し、得点を量産した。当時のサントスはペレの他にジト、ジウマール、マウロら1962 FIFAワールドカップの優勝メンバーを揃えてインターコンチネンタルカップを連覇し、南米だけでなく世界中にその名を轟かせた。その後、南米のクラブを渡り歩く。
ブラジル代表においても15キャップ、上記の通りFIFAワールドカップに優勝した1962年の代表メンバーの一人である。

## 所属クラブ
- サントスFC 1958-1968
- ECヴィトーリア 1968
- アソシアソン・ポルトゥゲーザ・ジ・デスポルトス 1969
- サントスFC 1970
- CFアトラス 1971
- バングーAC1971-1972
- サージEC（ポルトガル語版）1973

## タイトル

### クラブ
サントスFC
- サンパウロ州選手権 : 1958, 1960, 1961, 1962, 1963, 1964, 1965, 1967
- タッサ・ブラジル : 1961, 1962, 1963, 1964, 1965
- トルネイオ・リオ＝サンパウロ（ポルトガル語版）: 1959, 1963, 1964, 1966
- コパ・リベルタドーレス：1962, 1963
- インターコンチネンタルカップ：1962, 1963

### 代表
ブラジル代表
- FIFAワールドカップ：1962